# فرودگاه ایرلند غربی
فرودگاه ایرلند غربی (به انگلیسی: Ireland West Airport Knock) (به زبان بومی: Aerfort Iarthar Éireann) یک فرودگاه همگانی با کد یاتا NOC است که یک باند فرود آسفالت دارد و طول باند آن ۲۳۴۰ متر است. این فرودگاه در کشور ایرلند قرار دارد و در ارتفاع ۲۰۳ متری از سطح دریا واقع شده‌است.

## شرکت‌های هواپیمایی و مقصدهای پروازی
The following airlines operate scheduled services to and from Ireland West Airport Knock:
| شرکت‌های هواپیمایی | مقصدهای پروازی |
| ----------------- | --- |
| ایر لینگاس        | گاتویک |
| آلبااستار         | چارتر فصلی: رئوس |
| فلای‌بی            | بیرمنگام، ادینبرو، منچستر |
| رایان‌ایر          | ایست میدلند، لانزاروته، جان لنون لیورپول، لوتن لندن، استانستد لندن فصلی: آلیکانته-الچه، اوریو آل سریو، بریستول، فارو، جیرونا-کاستا براوا، مالاگا، تنریف جنوبی |